# Sängdävert
Sängdävert är ett förflyttningshjälpmedel monterat på en säng, vanligtvis inom sjukvården. Ett nyare begrepp avseende detta hjälpmedel för förflyttning i säng är lyftbåge. Även fristående dävert för sängar förekommer.
Dävert används för att underlätta för den sängliggande att förflytta sig högre upp i sängen eller vända sig. Det är ett ofta triangelformat handtag som hänger ovanför sängen. Enligt uppgift föreskrivs dävert av arbetsterapeut eller fysioterapeut/sjukgymnast."